# Autumn Leaves
Autumn Leaves er en kortfilm fra 1999 instrueret af Jess René Gertsen efter manuskript af Jess René Gertsen.

## Handling
Det er en kold og blæsende aften. Det sidste efterårsblad bliver revet med vinden gennem en af dagligdagens små gysere. En film om forsømmelse og afmagt.